# Lijst van voetbalinterlands Montenegro - Noord-Macedonië
Deze lijst van voetbalinterlands is een overzicht van alle officiële voetbalwedstrijden tussen de nationale teams van Montenegro en Noord-Macedonië (het land speelde van 1993 tot 2019 onder de naam Macedonië). De voormalige Joegoslavische deelrepublieken speelden tot op heden vier keer tegen elkaar. De eerste ontmoeting, een vriendschappelijke wedstrijd, werd gespeeld in Podgorica op 19 november 2008. De laatste ontmoeting, eveneens een vriendschappelijke wedstrijd, vond plaats op 25 maart 2024 in Antalya (Turkije).

## Wedstrijden
| № | Plaats    | Datum            | Competitie        | Wedstrijd                    | Uitslag |
| - | --------- | ---------------- | ----------------- | ---------------------------- | ------- |
| 1 | Podgorica | 19 november 2008 | Vriendschappelijk | Montenegro – Macedonië       | 2 – 1   |
| 2 | Skopje    | 3 maart 2010     | Vriendschappelijk | Macedonië – Montenegro       | 2 – 1   |
| 3 | Skopje    | 12 november 2015 | Vriendschappelijk | Macedonië – Montenegro       | 4 – 1   |
| 4 | Antalya   | 25 maart 2024    | Vriendschappelijk | Montenegro − Noord-Macedonië | 1 − 0   |

## Samenvatting
| Competitie        | Totaal gespeeld | Winst Noord-Macedonië | Gelijk | Winst Montenegro | Doelsaldo Noord-Macedonië – Montenegro |
| ----------------- | --------------- | --------------------- | ------ | ---------------- | -------------------------------------- |
| Vriendschappelijk | 4               | 2                     | 0      | 2                | 7 − 5                                  |
| Totaal            | 4               | 2                     | 0      | 2                | 7 − 5                                  |

## Details

### Eerste ontmoeting
| Vriendschappelijk (Podgorica, Montenegro, 19 november 2008): |       |                 |
| Montenegro                                                   | 2 – 1 | Macedonië       |
| Miodrag Džudović 24' Stevan Jovetić 33' (pen.)               | goals | 85' Goran Popov |

### Tweede ontmoeting
| Vriendschappelijk (Skopje, Macedonië, 3 maart 2010):                                                                        |       |                |
| Macedonië | 2 – 1 | Montenegro     |
| Ilčo Naumovski 27' Goran Pandev 31'                                                                                         | goals | 62' Marko Baša |
| - Debuut van Aleksandar Todorovski (FK Rad) voor Macedonië. - Debuut van Slobodan Lakićević (FK Budućnost) voor Montenegro. |       |                |

### Derde ontmoeting
| Vriendschappelijk (Skopje, Macedonië, 12 november 2015):                                             |       |                    |
| Macedonië                                                                                            | 4 – 1 | Montenegro         |
| Vanče Šikov 35' Aleksandar Trajkovski 38' (pen.) Aleksandar Trajkovski 40' Aleksandar Trajkovski 64' | goals | 89' Stevan Jovetić |
| - Debuut van Stole Dimitrievski (Granada CF) voor Macedonië.                                         |       |                    |

FSCG · A-internationals · Bondscoaches · Statistieken · Montenegrijns vrouwenelftal · Montenegro U21 · Montenegro U20 · Montenegro U19 · Montenegro U17 · Servië en Montenegro U19 · Servië en Montenegro U17
2003 – 2006** · 
2007 – 2009 · 
2010 – 2019 ·
2020 − 2029
EK 2008 · 
EK 2012 · 
EK 2016
WK 2006** · 
WK 2010 · 
WK 2014 · 
WK 2018
OS 2004** · 
OS 2008 · 
OS 2012 · 
OS 2016
2007 · 
2008 · 
2009 · 
2010 · 
2011 · 
2012 · 
2013 · 
2014 · 
2015 · 
2016 · 
2017 ·
2018 ·
2019 ·
2020 ·
2021 ·
2022 ·
2023
Albanië ·
Armenië ·
Azerbeidzjan ·
België · 
Bosnië en Herzegovina ·
Bulgarije ·
Colombia ·
Cyprus ·
Denemarken · 
Engeland ·
Estland ·
Finland ·
Georgië ·
Ghana ·
Gibraltar ·
Griekenland ·
Hongarije ·
Ierland ·
IJsland ·
Iran · 
Israël ·
Italië ·
Japan ·
Kazachstan ·
Kosovo ·
Letland ·
Libanon ·
Liechtenstein ·
Litouwen ·
Luxemburg ·
Moldavië ·
Nederland ·
Noord-Ierland ·
Noord-Macedonië ·
Noorwegen ·
Oekraïne ·
Oezbekistan ·
Oostenrijk ·
Polen ·
Roemenië ·
Rusland · 
San Marino ·
Servië ·
Slovenië ·
Slowakije ·
Tsjechië ·
Turkije ·
Wales ·
Wit-Rusland ·
Zweden ·
Zwitserland
Argentinië (2006) · 
Ivoorkust (2006) · 
Nederland (2006)
** - Onder de naam Servië en Montenegro
FFM · A-internationals · Bondscoaches · Statistieken · Macedonisch vrouwenelftal · Olympisch elftal · Noord-Macedonië U21 · Noord-Macedonië U20 · Noord-Macedonië U19 · Noord-Macedonië U18 · Noord-Macedonië U17 · Noord-Macedonië U16
1993 – 1999 ·
2000 – 2009 ·
2010 – 2019 ·
2020 − 2029
EK 2020
1993 · 
1994 · 
1995 · 
1996 · 
1997 · 
1998 · 
1999 · 
2000 · 
2001 · 
2002 · 
2003 · 
2004 · 
2005 · 
2006 · 
2007 · 
2008 · 
2009 · 
2010 · 
2011 · 
2012 · 
2013 · 
2014 · 
2015 · 
2016 ·
2017 ·
2018 ·
2019 ·
2020 ·
2021 ·
2022 ·
2023
Albanië ·
Andorra ·
Angola ·
Armenië ·
Australië ·
Azerbeidzjan ·
Bahrein ·
België ·
Bosnië en Herzegovina ·
Bulgarije ·
Canada ·
China ·
Cyprus ·
Denemarken ·
Duitsland ·
Ecuador ·
Egypte ·
Engeland ·
Estland ·
Faeröer ·
Finland ·
Georgië ·
Gibraltar ·
Hongarije ·
Ierland ·
IJsland ·
Iran ·
Israël ·
Italië ·
Jamaica ·
Joegoslavië ·
Kameroen ·
Kazachstan ·
Kosovo ·
Kroatië ·
Letland ·
Libanon ·
Liechtenstein ·
Litouwen ·
Luxemburg ·
Malta ·
Moldavië ·
Montenegro ·
Nederland ·
Nigeria ·
Noorwegen ·
Oekraïne ·
Oman ·
Oostenrijk ·
Paraguay ·
Polen ·
Portugal ·
Qatar ·
Roemenië ·
Rusland ·
Saoedi-Arabië ·
Schotland ·
Servië ·
Slovenië ·
Slowakije ·
Spanje ·
Tsjechië ·
Turkije ·
Verenigde Staten ·
Wales ·
Wit-Rusland · 
Zuid-Korea ·
Zweden
Nederland (2021) · 
Oekraïne (2021) · 
Oostenrijk (2021)